# Кљунари (породица)
Кљунари (лат. Ornithorhynchidae) је једна од две савремене породице из реда сисара са клоаком (лат. Monotremata). Једини припадник ове породице данас је врста кљунар (Ornithorhynchus anatinus); али у њу спадају и његови изумрли рођаци. Кљунар живи у источној Аустралији и Тасманији.

## Класификација породице
У породици кљунара (Ornithorhynchidae) постоје два рода: Obdurodon и Ornithorhynchus:
- Породица кљунари (Ornithorhynchidae):
  - Род  †:
    -  †;[2]

  - Род :
    -  (кљунар или платипус).

Још два рода, Steropodon и Teinolophos, су у прошлости сврставана у породицу кљунара (Ornithorhynchidae). Како год, оба рода су веома стара, и научна литература показује да су они веома слични, али не и део породице Ornithorhynchidae, већ припадају породици Steropodontidae.